# Backjordfly
Backjordfly, Xestia collina, är en fjärilsart som beskrevs av Jean-Baptiste Boisduval 1840.  Backjordfly ingår i släktet Xestia och familjen nattflyn, Noctuidae. Enligt den svenska rödlistan är arten nära hotad, NT, i Sverige. Arten har en livskraftig (LC) population i Finland. Inga underarter finns listade i Catalogue of Life.